# (38020) Hannadam
(38020) Hannadam est un astéroïde de la ceinture principale.

## Description
(38020) Hannadam est un astéroïde de la ceinture principale. Il fut découvert le 17 juin 1998 à San Marcello Pistoiese par Luciano Tesi et Andrea Boattini. Il présente une orbite caractérisée par un demi-grand axe de 3,10 UA, une excentricité de 0,16 et une inclinaison de 13,2° par rapport à l'écliptique.

## Compléments